# Коршун-слизнеед
Коршун-слизнеед, или общественный коршун-слизнеед (лат. Rostrhamus sociabilis) — вид хищных птиц из семейства ястребиных (Accipitridae), выделяемый в отдельный род.

## Общая характеристика
Коршун-слизнеед — птица средних размеров. Длина тела составляет 35—42 см, масса — около 400 г. Половой диморфизм выражен ярко. Самцы угольно-чёрные, хвост сизый с широкой чёрной полосой. Глаза и ноги красные. Самки коричневые с бурыми пестринами. Характерной особенностью этого вида является особая форма тонкого клюва с вытянутым, загнутым книзу надклювьем. Благодаря такому клюву слизнеед достаёт из раковин свой корм — пресноводных улиток рода Pomacea.

## Распространение
Коршун-слизнеед обитает на полуострове Флорида, на Кубе, в Центральной и Южной Америке. Эверглейдский подвид очень редок.

## Образ жизни
Коршун-слизнеед живёт на болотах, поселяясь группами по 6—10 пар. Иногда колонии коршуна-слизнееда достигают количества 100 пар.

### Питание
Единственной пищей коршуна-слизнееда являются ампуллярии — моллюски диаметром 3—4 см. Коршун ловит их рано утром или вечером, когда улитки выбираются из воды на стебли растений. Коршун извлекает улитку из раковины своим длинным загнутым клювом, придерживая её длинными пальцами с острыми когтями.

### Размножение
Гнездится слизнеед на заломах тростников, на кустах, низких деревьях, на островках посередине болота. Гнездо очень непрочное, часто разрушается ветром и дождями. В кладке 3—4 бледно-зелёных с бурыми пятнами яйца. Процесс насиживания длится около 28 дней. Насиживают и выкармливают птенцов оба родителя.

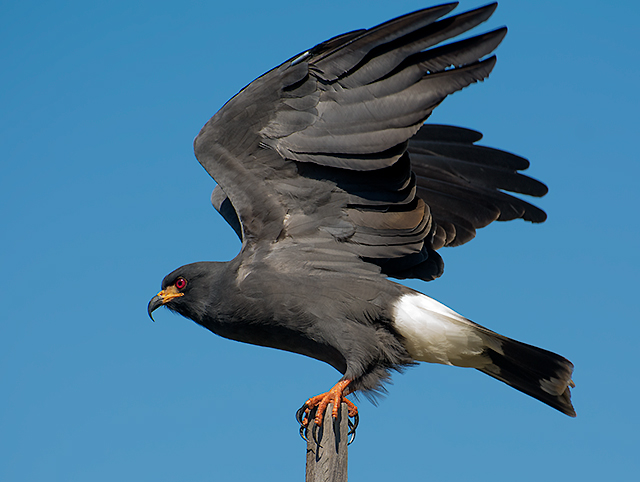